# Väggcitronbi
Väggcitronbi, Hylaeus pictipes, är ett bi som är medlem av familjen korttungebin och släktet citronbin.

## Beskrivning
Arten är helt liten med en kroppslängd av 4 till 5 mm. Kroppen är till större delen hårlös, med svart grundfärg. Ansiktet har dock ljusa markeringar. Hos honan är de blekgula och inskränker sig till runda sidofläckar, samt sällsynt en liten fläck på clypeus (munskölden). Hanen har en mer omfattande, nästan helt vit ansiktsmask, som förutom sidofläckarna, som är större och mer avlånga än hos honan, dessutom inkluderar clypeus, pannan och oftast överläppen. Bakskenbenen är mer eller mindre blekgula; hos honan inskränker de sig till den översta delen, medan hanen har nästan hela bakskenbenen blekgula. På sidorna av den första tergiten har båda könen ett smalt, vitt hårband. Som alla citronbin kan arten avge en citronliknande doft i avskräckningssyfte. 

## Ekologi
Väggcitronbiet förekommer i områden som gles skog, kärr, klitter, grusfält och ibland även människopåverkade habitat som trädgårdar. Arten hämtar pollen från flera olika växtfamiljer som flockblommiga växter, korgblommiga växter, strävbladiga växter, klockväxter, liljeväxter, resedaväxter och rosväxter, medan den främst besöker flockblommiga växter för att hämta nektar. Den gräver ut larvbogångar i trä, som borrhål i timmer och stubbar efter trägnagare och andra trälevande insekter, samt i grenar på rosor, björnbär, hallon, fläder och ärttörne.
Arten parasiteras av glansstekeln Coelopencyrtus arenarius.

## Utbredning
Väggcitronbiet finns i stora delar av Europa från Storbritannien och Iberiska halvön i väster till Balkan och Östeuropa. Norrut når det Sverige till 60° N.  Utanför Europa når arten Turkiet, Kaukasus, Nordafrika och Mellanöstern.
I Sverige finns arten sporadiskt i södra och mellersta delarna av landet upp till Dalarna. Den har gått tillbaka och är rödlistad som sårbar ("VU"). Den är utdöd i Värmland och Gotland. Dock har arten på senare år (från 2006–2013) ökat något, troligtvis främst på grund av intensifierat eftersöksarbete. Tillbakagången beror främst på habitatförlust i och med att gamla timmerhus, som den föredrar att bygga sina larvbon i, har blivit allt mer ovanliga. Träimpregnering spelar också en negativ roll.
I Finland finns arten bara på Åland. Den har gått starkt tillbaka på senare år: 2000 var den klassificerad som livskraftig, men 2010 och 2019 blev den rödlistad som starkt hotad ("EN").